# Odontopera rava
Odontopera rava är en fjärilsart som beskrevs av András Vojnits 1975. Odontopera rava ingår i släktet Odontopera och familjen mätare. Inga underarter finns listade i Catalogue of Life.